# هدایت‌الله بدری
گل آغا اسحاق زئی که همچنین با نام ملا هدایت‌الله بدری (زادهٔ ۱۹۷۲) نیز شناخته میشود، سیاست‌مدار اهل افغانستان است. وی در سال ۲۰۲۱بعنوان وزیر مالیه انتخاب شد و پس از آن به ریاست بانک مرکزی منصوب شد وهم اکنون بعنوان وزیر معادن و پترولیم افغانستان مشغول به خدمت می باشد.